# هیثم هاشمی‌زاده
سید هيثم هاشمی‌زاده بازیکن فوتبال اهل ایران است که در پست مهاجم برای باشگاه فوتبال فولاد خوزستان در لیگ برتر خلیج فارس بازی می‌کند.